# Regione di Arica e Parinacota
La regione di Arica-Parinacota (in spagnolo: región de Arica y Parinacota) è una delle regioni amministrative del Cile.
Costituita nel 2007 con territori scorporati dalla regione di Tarapacá. La legge che ha creato questa neoistituita regione è stata promulgata nel 23 marzo 2007 dalla presidente Michelle Bachelet. La regione ha una superficie di 16.873 km² e una popolazione stimata per il 2006 da 189.600 abitanti.
Confina a nord con il Perù (regione Tacna), a est con Bolivia, a sud con la regione di Tarapacá e a ovest si affaccia sull'oceano Pacifico.

## Geografia antropica

### Suddivisioni amministrative
La regione di Arica e Parinacota è divisa in due province:
- provincia di Arica, con capoluogo la città di Arica
- provincia di Parinacota, con capoluogo la città di Putre

A loro volta le province sono divise in due comuni ciascuna:
| Provincia di Arica (capoluogo Arica)      |           |
| Arica                                     | Camarones |
| Provincia di Parinacota (capoluogo Putre) |           |
| General Lagos                             | Putre     |

## Geografia fisica

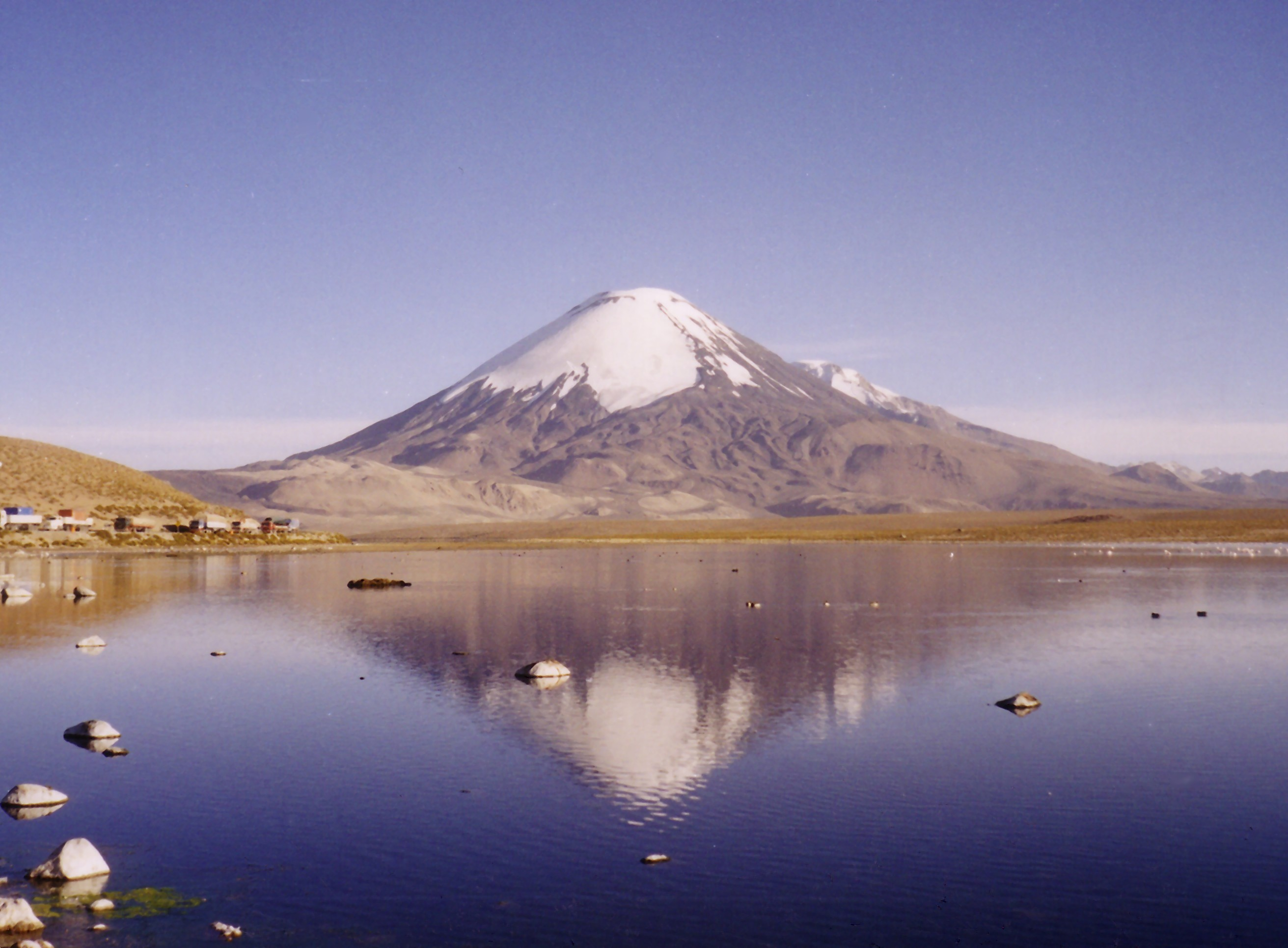
Lago Chungarà e vulcano Parinacota, nel Parco Nazionale Lauca.

Grazie alla sua ubicazione, è una regione di caratteristiche desertiche. La sua geografia è composta da 5 strisce longitudinali chiaramente delimitate: pianura costiera, cordigliera della Costa, depressione intermedia, cordigliera delle Ande e l'altiplano andino. Le pianure costiere sono scarse e quasi inesistenti, eccezione fatta per la pianura di Arica, a causa della presenza della cordigliera della Costa, la quale pur non avendo grandi altezze, scende ripidamente verso il mare.
La depressione intermedia raggiunge circa 40 km di larghezza (tra le cordigliere della Costa e delle Ande) e 500 km di lunghezza. Questa è tagliato da diverse quebradas da est a ovest, gli unici corsi d'acqua in tutta la regione, tra i quali: la Valle d'Azapa, la Valle di Lluta, la quebrada de Camarones e la quebrada de Vitor. Le Ande sono divise in due rami: uno orientale che attraversa la Bolivia e uno occidentale che passa attraverso il Cile. Qui ci sono diversi vulcani attivi che si innalzano oltre i 6.000 metri.

### Orografia
- vulcano Parinacota, 6.362 m.
- vulcano Pomerape, 6.282 m.
- vulcano Guallatiri, 6.071 m.
- vulcano Acotango, 6.052 m.
- vulcano Tacora, 5.988 m.

### Idrografia
- lago Chungará
- fiume Lauca
- fiume Lluta
- laguna Parinacota
- lacune di Cotacotani

### Riserve naturali
- parco nazionale Lauca, 137.883 ha.
- riserva nazionale Las Vicuñas, 209.131 ha.
- monumento naturale Salar de Surire, 11.298 ha.

## Società

### Evoluzione demografica
Secondo i dati del censimento del 2002 la regione ha una popolazione di 189.644 persone, con una densità di 11,2 ab/km².
Secondo con la classificazione demografica del paese, la regione ha soltanto una città, Arica, con circa 170.000 abitanti. Altri insediamenti sono: Putre, Codpa, Visviri, Parinacota e Socoroma.